# چن یودینگ
چن یودینگ (انگلیسی: Chen Youding; ۱ ژانویهٔ ۱۳۳۰ – ۱ ژانویهٔ ۱۳۶۸) سیاستمدار یک رهبر نظامی دودمان یوآن بود که قیام‌های مختلف را در پایان دودمان یوآن (از جمله شورش سپاه را سرکوب کرد. او سرانجام به دلیل رهبری نظامی و استعدادش به بالاترین مقام در فوجیان ارتقا یافت.